# Don Juan (Monte Plata)
Don Juan es un distrito municipal de la provincia Monte Plata en la República Dominicana. Está ubicado en la parte suroeste de la provincia, a unos 18 kilómetros. Tiene una extensión territorial de 102.87 km². aproximadamente. Este territorio cuenta con una vegetación muy diversa, compuesta principalmente de árboles frutales y una exuberante plantación de cacao.
Don Juan tiene 8.267 habitantes, los cuales se dedican principalmente a las labores agrícolas.

## Historia
Don Juan nace como fruto del matrimonio de Sebastian Alcántara, oriundo de San Juan de la Maguana, un soldado del ejército del general Juan Sánchez Ramírez, y Ciriaca Cordero, oriunda de Bayaguana, esto ocurrió entre los años 1808 al 1810, tras la batalla de Palo Hincado, que libró el general Juan Sánchez Ramírez contra los Ingleses, en el Seybo, el 7 de noviembre de 1808.
Al retorno del ejército hacia Cotui, que era donde tenían su campamento, uno de sus soldados (Sebastian Alcántara) se detuvo en bayaguana y conoció a la señorita Ciriaca Cordero, en cuyo noviazgo, el padre de esta señor Isaias Cordero, regaló al matrimonio un hato de tierra, que lo compró al gobernador de la isla Dr. José Nuñez de Caceres, el mismo tenía los siguientes linderos: al Oeste Río Ozama, al Este Arroyo Bermejo, Al Norte Loma de los Cumanices y el arroyo Canta Maco, y al sur Río Ozama, este hato consistía en 13 caballería y 3/4 de tierra, equivalente a 1,238 tareas de baras conuqueras, dicho matrimonio ocupó la tierra donada por el padre de la novia y construyeron su vivienda en lo que hoy llamamos los Capaces, detrás de la casa de Juan Luis Almengo, procrearon 7 hijos (6 varones y 1 hembra), de los cuales tres se establecieron dentro de los terrenos de sus padres, uno de ellos fundo en Manga, llamado así porque la crecida del río ozama arremangaba el arroyo de la Caraguana, y hacia un atajo, que traducido al lenguaje coloquial se la llama Manga; otro se estableció en lo que hoy llamamos los galanos, llamado así pues sus hijos tenían los ojos color verde alagarteados o galanos.
El 3.º. Juan Alcántara fundó en Frías, donde hoy vive Poldo, Juan Alcántara que estaba próximo al camino real era solicitado por los transeúntes del Cibao hacia Santo Domingo, para que le dieran posada en su casa, luego de un tiempo él decidió crear un ambiente para dar posada y fue creando una especie de negocio, cuando había producido algo de dinero compró el título de Don al estado Dominicano, que para esa fecha costaba RD$10.00, ya con este título, los transeúntes al comunicarse en los lugares de salida, programaban su posada en Don Juan, e ahí como nace el nombre, se estima que este nombre se popularizó en los alrededores del año 1850.

## Población
- 3,783 Hombres
- 3,530 Mujeres
- 7,313 Total

## Zona urbana
- 1,640 Hombres
- 1,620 Mujeres
- 3,260 TOTAL

## Superficie
- 102.87 km²

## Secciones
Tiene cuatro secciones: El Bosque, Frías, La Jagua y Sabana de Payabo
- Frías

Esta sección debe su nombre debido a que los arroyos que la circundan tienen las aguas más frías de la zona
```
Población Total Hombres Mujeres
 FRIAS	                        2,078 	       1,081 	          997
                 FRIAS	          523 	         267 	          256
           LOS GALANOS	           27 	          13 	           14
           LOS CERROS	          365 	         168 	          197
           LOS CAPACES	          124 	          75 	           49
           SABANA DEL RIO	  358 	         177 	          181
           LAS MELLIZAS          123 	          68 	           55
           BATEY BERMEJO	  481 	         266 	          215
           MANGA	           77 	          47 	           30
1,081 Hombres
997   Mujeres
2,078 Total
```

- Sabana de Payabo

El nombre de esta sección viene dado por su gran llanura bordeada por el río Payabo
Población
```
                                 Total       Hombres         Mujeres
  SABANA DE PAYABO                1,254 	   697 	          557
  BATEY PAYABO	                     362            21            147
  BATEY HOYO DE PUM	             151 	    84 	           67
  BATEY FRIAS	                     158 	    93 	           65
  CRUCE DE LA ELMURSHT (DE PAYABO)  192            95 	           97
  BATEY TRIPLE SAN PEDRO	     300 	   158 	          142
  BATEY LOS LLANOS	              78            45 	           33
  SABANA DE PAYABO	              13             7 	            6
```

```
697 Hombres
557 Mujeres
1,254 Total
```

- El Bosque

Su nombre proviene de que la zona estaba llena de vegetación
Población
```
                              Total         Hombres     Mujeres
      EL BOSQUE	              1,163 	      607 	  556
          EL BOSQUE	         205 	      107 	   98
          CAPOTILLO	         114 	       65 	   49
          LOS GRANADILLO          64 	       30 	   34
          MIJO ABAJO	         179 	       93          86
          LA CERCA	         595 	      307 	  288
          LOS CUMANI	           6 	        5 	    1
```

```
607 Hombres
556 Mujeres
1,163 Total
```

- La Jagua

En esta zona abundaban las matas de Jagua de ahí su nombre
Población
```
                                 Total       Hombres      Mujeres
      LA JAGUA	                 1,416        777 	     639
      BATEY LA JAGUA	           346        198 	     148
      CRUCE DE LA JAGUA	          116         58             58
      LAS CINCO CASAS	           148         79 	      69
      LA JAGUA ABAJO	            39         23 	      16
      BATEY TRIPLE OZAMA	   767        419 	     348
```

```
777 Hombres
639 Mujeres
1,416 Total
```

## Límites
Los límites territoriales del Distrito Municipal Don Juan son los siguientes:
- Al Norte: Sánchez Ramírez (Cotui) (Provincia)

- Al Sur: El Municipio Cabecera (Monte Plata)

- Al Este: El Municipio Cabecera (Monte Plata)

- Al Oeste: Yamasa (Municipio)

## Clima
La temperatura de Don Juan es moderadamente calurosa con una temperatura mínima promedio de 19 °C y una temperatura máxima promedio de 29 °C, la temporada más fresca empieza en los primeros días de diciembre y termina a finales de febrero, mientras que la temporada más calurosa empieza en los primeros días de junio y termina en los primeros días de octubre. El clima está clasificado como Af (Clima de la selva tropical) por el sistema Köppen-Geiger.
Los días nubosos, aquellos en el que el cielo está nublado o mayormente nublado son alrededor del 62% del total de días de un año, más o menos 226.3 días, casi siete meses, los días más despejados o totalmente despejados representan los días restantes, un 38% del total de días de un año, más o menos 138.7 días, casi 6 meses.
La lluvia es abundante durante todo el año, el promedio de precipitación aproximada es de 2174mm, siendo agosto y mayo los meses más lluviosos, mientras que febrero y marzo son los menos lluviosos.
La luz solar es abundante en Don Juan en todo el año, el día dura como promedio casi 13 horas en la mayor parte del año, siendo el día más corto de 11 horas.
La velocidad promedio del viento varía por mes desde los 8,3 km/h hasta los 10,8 km/h.

## Topografía
Las coordenadas geográficas de Don Juan son; latitud: 18.830803 y longitud: -69.946449; y la elevación promedio de Don Juan es de 71 metros.